# Trioceros montium
Trioceros montium es una especie de lagarto iguanio de la familia de los camaleones, endémica de Camerún.

## Distribución y hábitat
Se distribuye únicamente en las tierras altas alrededor del Monte Camerún en el este de Camerún. Su rango altitudinal oscila entre 700 y 1900 m s. n. m. 
Su hábitat se compone de  bosque, e incluye arbustos en campos agrícolas y jardines.